# Добра америчка породица
Добра америчка породица (енгл. Good American Family) америчка је мини-серија коју је створила Кејти Робинс за Hulu. Инспирисана је истинитом причом о Кристини (Елен Помпео) и Мајклу Барнету (Марк Дуплас), који су усвојили дете по имену Наталија Грејс која пати од нанизма. Након што Наталија покаже чудно понашање, они је напуштају уз тврдњу да је она заправо одрасла жена која се претвара да је дете.

## Улоге
| Глумац            | Улога             |
| ----------------- | ----------------- |
| Елен Помпео       | Кристина Барнет   |
| Марк Дуплас       | Мајкл Барнет      |
| Имоџен Фејт Рид   | Наталија Грејс    |
| Сарају Блу        | Валика            |
| Дуле Хил          | Брендон Драјсдејл |
| Џени О’Хара       | Алмеда            |
| Ким Шо            | Џенифер           |
| Кристина Хендрикс | Синтија Манс      |
| Џерод Хејнс       | Антвон Манс       |

## Епизоде
| Бр. еп. | Наслов | Редитељ           | Сценариста                    | Премијера       |
| ------- | ------ | ----------------- | ----------------------------- | --------------- |
| 1       |        | Лиз Гарбус        | Кејти Робинс                  | 19. март 2025.  |
| 2       |        | Стејси Пасон      | Кејти Робинс                  | 19. март 2025.  |
| 3       |        | Сет Мен           | Сара Садерланд                | 26. март 2025.  |
| 4       |        | Ева Вивес         | Еоган О’Донел                 | 2. април 2025.  |
| 5       |        | Лиз Гарбус        | Кејти Робинс                  | 9. април 2025.  |
| 6       |        | Хана Финдел       | Џакен Ти Кастељанос           | 16. април 2025. |
| 7       |        | Ијан Б. Макдоналд | Саманта Левеншус              | 23. април 2025. |
| 8       |        | Ијан Б. Макдоналд | Кејти Робинс и Сара Садерланд | 30. април 2025. |